# Belley
Belley – miejscowość i gmina we Francji, w regionie Owernia-Rodan-Alpy, w departamencie Ain.

## Demografia
Według danych na styczeń 2012 r. gminę zamieszkiwało 9298 osób, a gęstość zaludnienia wynosiła 414,7 osób/km².

Populacja Belley w latach 1962–2008